# 공숙황귀비 (동치제)
공숙황귀비(恭肅皇貴妃, 1857년 9월 20일 ~ 1921년 4월 4일) 아로특씨는, 몽골 양황기 기인이며, 청나라 동치제의 황귀비이자, 수석군기대신 새상아의 서녀이다.

## 생애
함풍 7년 8월 3일 (1857년 9월 20일)에 태어났다. 동치제의 효철황후의 아버지 숭기는 새상아의 셋째 아들이고, 공숙황귀비의 오빠이다. 장화황귀비는 효철황후의 고모이지만, 황후보다 세살 어리다.
동치제의 대혼례를 위한 외팔기 수녀선발은 동치 7년 ~ 11년 동안 치러졌다. 동치 7년에는 다섯명의 수녀를 기명했는데, 그 중에는 효철의황후, 공숙황귀비 등이 있었다. 동치 11년 2월 3일, 아로특씨는 자신의 출신과 소양으로 내정의 주위로 지정되었다. 장화황귀비는 순빈으로 처음 봉해지고, 그녀의 조카딸은 황후로 지목되었다. 같은 해 8월 13일, 공친왕은 자안황태후와 자희황태후의 의지를 받들어, 후빈 혼수에 침향조주 한 접시를 추가하고, 9월 13일 묘각에 순빈은 신무문을 통해 입궁, 경인궁 채정에서 단폐악을 모시고 유빈과 함께 경인궁에 머물며, 10월 19일에 순빈 책봉례를 거행했다.
동치 12년 3월, 동치제는 양궁 황태후를 모시고 정릉에 가서 청명침토례와 융은전 대향례에 참여하였고, 황후와 내정주위를 거느리고 정릉으로 향했다.
동치 13년 11월 15일, 광서제는 순빈을 순비로 봉했다. 내무부 문서의 기록에 따르면 "순(珣)"자의 만문은 "온유하다"라는 뜻이다.
광서 20년 1월, 순비에서 순귀비로 진봉되었다. 광서 26년 7월 20일, 각국 연합군이 경사로 진입했고, 21일, 자희황태후가 광서제, 황후, 근비 등과 함께 경성을 빠져나왔다. 이때 수강궁 1구역에는 동치제의 돈의영경황귀비 부찰씨, 순귀비 등이 살았다. 자희황태후는 이들을 데리고 가지 않았따. 광서제가 죽은 지 4일 후, 갓 등극한 선통제는 그녀를 황고순황귀비로 봉하고, 조카 효철황후가 머물렀던 저수궁으로 이주한다. 민국 2년 (1913년) 2월 5일, 손제 푸이는 그녀를 황고장화황귀비로 봉했다.
서기 1921년 4월 14일 (음력 3월 7일), 정오에 64살의 나이로 훙거하였다. 경사방 수령이 태묘의 수령인 태감을 인솔하고, 공청장화황귀비의 금관을 길상교 안으로 안치한 후, 저수궁의 계상문을 나와 자상문부터 자녕궁까지 들어가고, 3월 17일, "공의 시호를 공숙황귀비라 한다"는 유지를 받들었으며, 4월 11일 자녕궁이 금관을 봉납하여 원침향전에 이르러 잠시 안치하였다가, 12월 7일 유지를 받들었다.

## 같이 보기
- 입팔분공